# デルビー・デッラ・カピターレ
デルビー・デッラ・カピターレ(Derby della Capitale)は、イタリア・ローマに本拠地を置くASローマとSSラツィオの間で行われるサッカーの試合のことである。デルビー・カピトリーノ(Derby Capitolino)またはデルビー・デル・クポローネ(Derby del Cupolone)とも呼ばれ、英語ではローマ・ダービー(Rome Derby)と表される。イタリアにおける四大ダービー（他はミラノ・ダービー、トリノ・ダービー(Derby della Mole)、ジェノバ・ダービー(Derby della Lanterna)）のひとつであるが、ミラノ・ダービーやトリノ・ダービーを凌ぎ、イタリアで最も激しいローカル・ダービーである。地元ではこのダービーは「試合以上の存在」と言われている。

## 概要
両クラブはともにスタディオ・オリンピコ・ディ・ローマを本拠地としている。歴史的にはサポーター集団による暴動や暴力、近年では人種差別的な横断幕などで特徴づけられるダービーである。特にふたつの過激な事件がこの対戦の歴史を物語っている。1979年にASローマの本拠地で行われたダービーでは、ASローマサポーターによって撃たれた船舶用の信号弾がSSラツィオのサポーターの目に直撃し、イタリアサッカーにおいて暴力行為が原因で初の死者が発生した。2004年のダービーでは、警官によって子どもが殺害されたという誤った噂がASローマサポーターの間に流れ、ASローマのウルトラスはグラウンド上に侵入して試合を中断させようとした。
両クラブのサポーターはユヴェントスFC、ACミラン、インテルナツィオナーレ・ミラノなど北イタリアのビッグクラブの尊大さを嫌悪しているが、それよりも近くの敵への憎悪のほうが強いことは明らかである。両クラブともに北イタリア3クラブよりも獲得したトロフィーの数が少ないことからも、このダービーはどちらが首都の覇権を握っているのか証明するチャンスであると言える。
SSラツィオはプラティ地区近隣に設立され、当初はロンディネーラ・グラウンドで練習や試合を行っていた。ASローマはMotovelodromo Appioで試合を行っていたが、わずか2年後に新スタジアムが建設されてテスタッチョ地区に移った。スタディオ・オリンピコで試合を行う際、SSラツィオのウルトラスは伝統的にスタジアムの北側の一角(Curva Nord)を占め、ASローマのウルトラスは南側の一角(Curva Sud)を占める。

## 歴史
SSラツィオは1900年に設立された。ファシスト党のジョルジオ・バッカロ長官の影響力のおかげで、ASローマの設立以前のSSラツィオは首都唯一の主要なクラブであった。1927年、ASローマはイタロ・フォスキによってローマンFC、SSアルヴァ＝アウダーチェ・ローマ、フォルティトゥード＝プロ・ローマSGSが合併して設立された。極右のベニート・ムッソリーニがイタリア民族を統合し、より強力なローマのクラブを作って北イタリアのビッグクラブのリーグ支配を変える意図があった。SSラツィオはローマのクラブ統合に抵抗する唯一の主要クラブであり、両クラブの間には早い段階からある種のライバル意識が芽生えていった。初のダービーは1929年12月8日に開催され、ロドルフォ・ボルク(Rodolfo Volk)の得点でASローマが1-0で勝利した。ラツィアーリ(laziali)はローマの外から来たとされ、ローマではよそ者とみなされているが、彼らはSSラツィオこそがローマにサッカーを持ち込んだと主張して中傷に反論している。ASローマが設立された1927年より早く、SSラツィオは1900年に設立されている。ローマにおける熱心な地域主義はイタリア中で認識されており、ダービーを白熱させるひとつの理由となっている。SSラツィオの初勝利は1932年10月23日であり、Demaríaとカステッリの得点で2-1と勝利した。1953年11月29日にはスタディオ・オリンピコでダービーが初開催され、カルロ・ガッリ(Carlo Galli)（ASローマ）とPaquale Vivolo（SSラツィオ）の得点で1-1の引き分けに終わった。1997-98シーズンにはセリエA（3-1、2-0）とコッパ・イタリア準々決勝（4-1、2-1）合わせて4試合が行われたが、4試合ともSSラツィオが勝利した。

### 差別的な側面
このダービーでは政治的な側面を持つ事件が何度も起こっている。SSラツィオのウルトラスはダービーの様々な場面において、ナチス・ドイツのハーケンクロイツやファシスト党のシンボルを横断幕に用いて人種差別的な態度を表現する。1998-99シーズンのダービーでは、SSラツィオサポーターによって「アウシュヴィッツがお前ら（ASローマサポーター）の町だ。火葬場がお前らの家だ」という幅50mもの横断幕が掲げられた。ASローマの黒人選手たちはしばしば人種差別的で攻撃的な行為の対象となり、SSラツィオのウルトラスによってASローマが「ユダヤ人に従属する黒人のチーム」であるという横断幕が掲げられたこともある。逆にASローマのウルトラスはSSラツィオが「羊飼いに従う羊たちのチーム」であると横断幕で返答した。2000年には、SSラツィオのサポーターがセルビアの愛国主義者であり戦争犯罪者であるジェリコ・ラジュナトヴィッチ（アルカン）を支持する姿勢を示した。クラブはこれら少数派のサポーターと距離を取ること、このような行動に対して立ち向かうことを正式に明らかにした。ASローマのサポーターはしばしば不当に左翼であると表現されるが、実際は両クラブのウルトラスともに右翼的なイデオロギーを持っている。また、ASローマのファンもまた事あるごとに人種差別的な横断幕を掲げることで知られている。

### 2004年春の暴動
2004年3月21日にオリンピコで行われたダービーは0-0でハーフタイムを迎えたが、後半開始の4分後に中止となった。暴動はスタンドから発生し、イタリアサッカーリーグのアドリアーノ・ガッリアーニ(Adriano Galliani)会長はロベルト・ロセッティ主審に試合を延期するよう指示した。
いつも通りの発煙筒での交戦を含むこの暴動は、スタジアムの外で警官の乗った車が少年を殺したという噂が広まったことで始まった。ASローマのウルトラスのリーダー格の3人がグラウンド上に乗り込み、ASローマのキャプテンのフランチェスコ・トッティにこの噂を伝えた。しかし実際は噂とは異なり、スタジアムの最後尾の座席で何人かがフィルターのように横たわって少年を取り囲み、催涙ガスを吸って呼吸困難に陥った少年を助けようとしていただけであった。警察は観客に向かって噂を否定したが、疑惑の目を完全に取り除くことはできなかった。ガッリアーニ会長が主審の携帯電話に電話して試合の延期を指示した。
試合が延期された後のスタジアム周辺の通りでは、車が燃やされるなどの大きな混乱が起こった。13人のサポーターが逮捕されて170人以上のサポーターが負傷し、警官も1人が負傷した。この試合は4月21日に再開され、観衆の間に混乱などはなく1-1の引き分けに終わった。

### その後
2005年1月のダービーではSSラツィオのパオロ・ディ・カーニオがウルトラスに対してナチス風の敬礼を行い、1万ユーロ（約140万円）の罰金を科された。2005-06シーズンにはASローマがこのダービーでリーグ戦のクラブ最多連勝記録（11連勝）を更新し、2009-10シーズンにはやはりこのダービーでリーグ戦のクラブ最多連続無敗記録（24戦）を達成している。2009年12月のダービーでは発煙筒がグラウンド上に投げ込まれたため、試合開始の13分後に主審が試合を7分余り中断した。2011年10月16日に行われたダービーではSSラツィオサポーターがドイツ語で「Klose Mit Uns」（クローゼは我らとともに）と記した旗を掲げたが、この旗はナチス親衛隊の旗と酷似しており、ファシズムを象徴していると指摘された。2013年4月8日、ダービーの前日にローマ市内で両クラブのサポーターや警官らが衝突し、計8名が刺傷された。翌日の試合ではローマのフランチェスコ・トッティがリーグ戦のダービーにおける最多得点記録タイ（9点）を記録した。

## 記録と統計
ASローマの最大得点差勝利は1933-34シーズンに行われた5-0の勝利である。SSラツィオの最大得点差勝利は2006-07シーズンに行われた3-0の勝利である。

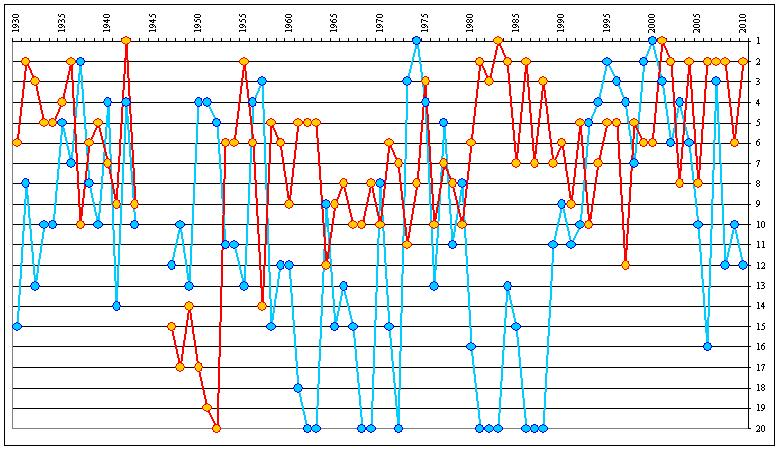
セリエAでの両クラブのシーズン別順位表(赤:ASローマ、水:SSラツィオ)

|                  | 試合数 | 勝利       | 引き分け | 勝利     | 得点       | 得点 |
| ---------------- | ------ | ---------- | -------- | -------- | ---------- | ---- |
| ASローマ         | 試合数 | SSラツィオ | 引き分け | ASローマ | SSラツィオ |      |
| セリエA          | 153    | 54         | 60       | 39       | 191        | 151  |
| コッパ・イタリア | 20     | 10         | 3        | 7        | 21         | 24   |
| 非公式試合       | 15     | 6          | 3        | 6        | 20         | 19   |
| 通算             | 188    | 70         | 66       | 52       | 232        | 194  |

## 試合一覧
| シーズン                                                                             | 日時           | 試合                    | 得点者 | スタジアム                  | 大会                           |
| ------------------------------------------------------------------------------------ | -------------- | ----------------------- | --- | --------------------------- | ------------------------------ |
| 1929–30                                                                              | 1929年12月8日  | SSラツィオ 0–1 ASローマ | 73' ボルク | Campo Rondinella            | セリエA                        |
| 1929–30                                                                              | 1930年5月4日   | ASローマ 3–1 SSラツィオ | 8' パストーレ (ラ), 20' ベルナルディーニ (ロ), 44' ボルク (ロ), 68' Chini (ロ)                                                              | カンポ・テスタッチョ        | セリエA                        |
| 1930–31                                                                              | 1930年12月7日  | ASローマ 1–1 SSラツィオ | 34' フォニ (ラ), 76' ボルク (ロ) | カンポ・テスタッチョ        | セリエA                        |
| 1930–31                                                                              | 1931年2月22日  | SSラツィオ 1–4 ASローマ | 41' キーニ (ロ) (PK), 60' ボルク (ロ), 80' ボルク (ロ), 82' パストーレ (ラ), 85' エウセビオ (ロ)                                            | スタディオ・ナシオナーレPNF | 親善試合                       |
| 1930–31                                                                              | 1931年5月24日  | SSラツィオ 2–2 ASローマ | 30' パストーレ (ラ), 49' ボルク (ロ), 61' ファントーニ (ラ), 88' ボディーニII (ロ)                                                          | スタディオ・ナシオナーレPNF | セリエA                        |
| 1931–32                                                                              | 1931年12月6日  | ASローマ 2–0 SSラツィオ | 51' ボルク, 55' エウセビオ | カンポ・テスタッチョ        | セリエA                        |
| 1931–32                                                                              | 1932年5月1日   | SSラツィオ 1–4 ASローマ | 3' キーニ (ロ), 34' ファントーニ (ラ), 48' ボルク (ロ), 54' ラファエーレ・コスタンティーノ (ロ), 59' コスタンティーノ (ロ)                  | スタディオ・ナシオナーレPNF | セリエA                        |
| 1931–32                                                                              | 1932年6月26日  | ASローマ 0–3 SSラツィオ | 18' ファントーニ, 26' ファントーニ, 31' マラテスタ                                                                                          | カンポ・テスタッチョ        | コッパ・フォルナーリ           |
| 1932–33                                                                              | 1932年10月23日 | SSラツィオ 2–1 ASローマ | 4' デ・マリア (ラ), 18' ボルク (ロ), 83' カステッリ (ラ)                                                                                    | スタディオ・ナシオナーレPNF | セリエA                        |
| 1932–33                                                                              | 1933年3月26日  | ASローマ 3–1 SSラツィオ | 20' コスタンティーノ (ロ), 53' Fasanelli (ロ), 79' デ・マリア (ラ), 86' Eusebio (ロ)                                                        | カンポ・テスタッチョ        | セリエA                        |
| 1933–34                                                                              | 1933年11月1日  | ASローマ 5–0 SSラツィオ | 18' トマジ, 31' トマジ, 49' ベルナルディーニ, 55' トマジ, 89' ベルナルディーニ                                                              | カンポ・テスタッチョ        | セリエA                        |
| 1933–34                                                                              | 1934年3月11日  | SSラツィオ 3–3 ASローマ | 8' ベルナルディーニ (ロ), 10' コスタンティーノ (ロ), 15' グアイタ (ロ), 31' デ・マリア (ラ), 42' デ・マリア (ラ), 83' デ・マリア (ラ)       | スタディオ・ナシオナーレPNF | セリエA                        |
| 1934–35                                                                              | 1934年11月18日 | ASローマ 1–1 SSラツィオ | 61' グアイタ (ロ) (PK), 72' ピオラ (ラ) (PK)                                                                                                | カンポ・テスタッチョ        | セリエA                        |
| 1934–35                                                                              | 1935年3月31日  | SSラツィオ 0–0 ASローマ | | スタディオ・ナシオナーレPNF | セリエA                        |
| 1935–36                                                                              | 1935年10月13日 | SSラツィオ 0–1 ASローマ | 89' Cattaneo | スタディオ・ナシオナーレPNF | セリエA                        |
| 1935–36                                                                              | 1936年1月19日  | SSラツィオ 2–1 ASローマ | 27' ピオラ (ラ), 35' Camolese (ラ), 77' Gadaldi (ロ)                                                                                        | スタディオ・ナシオナーレPNF | コッパ・イタリア               |
| 1935–36                                                                              | 1936年2月16日  | ASローマ 1–0 SSラツィオ | 82' Cattaneo | カンポ・テスタッチョ        | セリエA                        |
| 1936–37                                                                              | 1936年10月18日 | ASローマ 3–1 SSラツィオ | 9' Busani (ラ), 29' Di Benedetti (ロ), 62' Serantoni (ロ), 89' Di Benedetti (ロ)                                                            | カンポ・テスタッチョ        | セリエA                        |
| 1936–37                                                                              | 1937年2月21日  | SSラツィオ 0–1 ASローマ | 52' Mazzoni | スタディオ・ナシオナーレPNF | セリエA                        |
| 1937–38                                                                              | 1937年10月3日  | SSラツィオ 1–1 ASローマ | 22' ピオラ (ラ), 88' Frisoni (ロ) | スタディオ・ナシオナーレPNF | セリエA                        |
| 1937–38                                                                              | 1938年2月6日   | ASローマ 2–1 SSラツィオ | 7' Michelini (ロ), 17' Camolese (ラ), 85' Borsetti (ロ)                                                                                     | カンポ・テスタッチョ        | セリエA                        |
| 1937–38                                                                              | 1938年5月23日  | SSラツィオ 3–0 ASローマ | ? Busani, ? Vettraino, ? Vettraino | スタディオ・ナシオナーレPNF | 親善試合                       |
| 1938–39                                                                              | 1939年1月15日  | ASローマ 0–2 SSラツィオ | 3' Zacconi, 39' Busani | カンポ・テスタッチョ        | セリエA                        |
| 1938–39                                                                              | 1939年5月21日  | SSラツィオ 1–3 ASローマ | 3' Michelini (ロ), 5' Coscia (ロ), 12' Capri (ラ), 42' Bonomi (ロ)                                                                          | スタディオ・ナシオナーレPNF | セリエA                        |
| 1939–40                                                                              | 1940年1月7日   | ASローマ 1–0 SSラツィオ | 5' Campilongo | カンポ・テスタッチョ        | セリエA                        |
| 1939–40                                                                              | 1940年5月26日  | SSラツィオ 1–0 ASローマ | 14' フラミニ | スタディオ・ナシオナーレPNF | セリエA                        |
| 1939–40                                                                              | 1940年6月9日   | SSラツィオ 3–3 ASローマ | 5' Coscia (ロ), 45' Busani (ラ), 48' Pantò (ロ), 55' Busani (ラ), 65' Vettraino (ラ), 77' Timon (ロ)                                        | スタディオ・ナシオナーレPNF | 親善試合                       |
| 1940–41                                                                              | 1940年11月24日 | ASローマ 1–1 SSラツィオ | 12' Zironi (ラ), 58' アマディ (ロ) | スタディオ・ナシオナーレPNF | セリエA                        |
| 1940–41                                                                              | 1941年3月16日  | SSラツィオ 2–0 ASローマ | 43' ピオラ, 80' ピオラ | スタディオ・ナシオナーレPNF | セリエA                        |
| 1941–42                                                                              | 1942年1月11日  | ASローマ 2–1 SSラツィオ | 15' アマディ (ロ), 23' ピオラ (ラ), 90' Faotto (ラ) (aut.)                                                                                  | スタディオ・ナシオナーレPNF | セリエA                        |
| 1941–42                                                                              | 1942年5月24日  | SSラツィオ 1–1 ASローマ | 8' Pantò (ロ), 70' Puccinelli (ラ) | スタディオ・ナシオナーレPNF | セリエA                        |
| 1942–43                                                                              | 1942年11月22日 | SSラツィオ 3–1 ASローマ | 32' ピオラ (ラ), 63' Acerbi (ロ) (aut.), 76' König (ラ), 87' Pantò (ロ) (PK)                                                                | スタディオ・ナシオナーレPNF | セリエA                        |
| 1942–43                                                                              | 1943年3月7日   | ASローマ 1–0 SSラツィオ | 38' アマディ (ロ) | スタディオ・ナシオナーレPNF | セリエA                        |
| 1942–43                                                                              | 1943年5月15日  | ASローマ 2–1 SSラツィオ | 28' Krieziu (ロ), 62' Dagianti (ロ), 66' Gualtieri (ラ)                                                                                     | スタディオ・ナシオナーレPNF | コッパ・イタリア               |
| 1943–44                                                                              | 1944年1月9日   | ASローマ 1–1 SSラツィオ | 8' Manola (ラ), 19' アマディ (ロ) | ?                           | Camp. romano                   |
| 1943–44                                                                              | 1944年5月7日   | SSラツィオ 0–0 ASローマ | | ?                           | Camp. romano                   |
| 1944–45                                                                              | 1945年3月4日   | SSラツィオ 2–0 ASローマ | ? | ?                           | Camp. romano                   |
| 1944–45                                                                              | 1945年5月6日   | ASローマ 1–0 SSラツィオ | ? | ?                           | Camp. romano                   |
| 1944–45                                                                              | 1945年5月27日  | SSラツィオ 0–1 ASローマ | ? | ?                           | Camp. interregionale           |
| 1945–46                                                                              | 1945年12月23日 | SSラツィオ 1–2 ASローマ | 29' Urilli (ロ), 56' Manola (ラ), 71' Gualtieri (ラ) (aut.)                                                                                 | スタディオ・ナシオナーレ    | Div. Nazionale                 |
| 1945–46                                                                              | 1946年3月24日  | ASローマ 0–1 SSラツィオ | 36' König | スタディオ・ナシオナーレ    | Div. Nazionale                 |
| 1946–47                                                                              | 1946年10月6日  | ASローマ 3–0 SSラツィオ | 10' Renica, 71' Di Paola, '81 アマディ | スタディオ・ナシオナーレ    | セリエA                        |
| 1946–47                                                                              | 1947年3月2日   | SSラツィオ 0–0 ASローマ | | スタディオ・ナシオナーレ    | セリエA                        |
| 1947–48                                                                              | 1947年11月16日 | SSラツィオ 0–1 ASローマ | 14' アマディ | スタディオ・ナシオナーレ    | セリエA                        |
| 1947–48                                                                              | 1948年4月21日  | ASローマ 0–2 SSラツィオ | 47' Cecconi, 52' De Andreis | スタディオ・ナシオナーレ    | セリエA                        |
| 1948–49                                                                              | 1948年10月17日 | ASローマ 1–1 SSラツィオ | 23' Losi (ロ), 83' Magrini (ラ) | スタディオ・ナシオナーレ    | セリエA                        |
| 1948–49                                                                              | 1949年2月6日   | SSラツィオ 0–0 ASローマ | | スタディオ・ナシオナーレ    | セリエA                        |
| 1949–50                                                                              | 1949年11月16日 | SSラツィオ 3–1 ASローマ | 9' Penzo (ラ), 39' Spartano (ロ), 51' Puccinelli (ラ), 84' Remondini (ラ) (PK)                                                              | スタディオ・トリノ          | セリエA                        |
| 1949–50                                                                              | 1950年2月19日  | ASローマ 0–0 SSラツィオ | | スタディオ・トリノ          | セリエA                        |
| 1950–51                                                                              | 1950年10月15日 | ASローマ 0–1 SSラツィオ | 71' フラミニ | スタディオ・トリノ          | セリエA                        |
| 1950–51                                                                              | 1951年2月25日  | SSラツィオ 2–1 ASローマ | 1' Sentimenti (ラ), 34' Cecconi (ラ), 57' Bacci (ロ)                                                                                        | スタディオ・トリノ          | セリエA                        |
| 1952–53                                                                              | 1952年9月7日   | SSラツィオ 3–1 ASローマ | ? Bredesen (ラ), ? Renosto (ロ), ? Bredesen (ラ), ? Larsen (ラ)                                                                             | スタディオ・トリノ          | Coppa Messaggero               |
| 1952–53                                                                              | 1952年11月16日 | SSラツィオ 1–0 ASローマ | 41' Bettolini | スタディオ・トリノ          | セリエA                        |
| 1952–53                                                                              | 1953年3月22日  | ASローマ 0–2 SSラツィオ | 55' Puccinelli, 58' Puccinelli | スタディオ・トリノ          | セリエA                        |
| 1953–54                                                                              | 1953年9月6日   | SSラツィオ 1–0 ASローマ | 18' Bredesen | スタディオ・トリノ          | Coppa dell'Amicizia            |
| 1953–54                                                                              | 1953年11月29日 | ASローマ 1–1 SSラツィオ | 19' Galli (ロ), 41' Vivolo (ラ) | スタディオ・オリンピコ      | セリエA                        |
| 1953–54                                                                              | 1954年4月18日  | SSラツィオ 1–2 ASローマ | 7' Celio (ロ), 18' Bortoletto (ロ), 50' Fontanesi (ラ)                                                                                      | スタディオ・オリンピコ      | セリエA                        |
| 1954–55                                                                              | 1954年9月5日   | SSラツィオ 0–2 ASローマ | ? Pandolfini, ? Pandolfini | スタディオ・オリンピコ      | Trofeo Remo Zenobi             |
| 1954–55                                                                              | 1954年10月17日 | SSラツィオ 1–1 ASローマ | 33' Hansen (ラ), 34' Celio (ロ) | スタディオ・オリンピコ      | セリエA                        |
| 1954–55                                                                              | 1955年3月6日   | ASローマ 1–3 SSラツィオ | 11' Hansen (ラ), 47' Burini (ラ), 56' Burini (ラ), 59' Cardarelli (ロ)                                                                      | スタディオ・オリンピコ      | セリエA                        |
| 1955–56                                                                              | 1955年9月1日   | SSラツィオ 1–5 ASローマ | 8' Galli (ロ), 15' ダ・コスタ (ロ), 45' Nyers (ロ), 65' Nyers (ロ), 73' Nyers (ロ), 89' ヴィーヴォロ (ラ)                                   | スタディオ・オリンピコ      | Trofeo Remo Zenobi             |
| 1955–56                                                                              | 1955年10月16日 | ASローマ 0–0 SSラツィオ | | スタディオ・オリンピコ      | セリエA                        |
| 1955–56                                                                              | 1956年4月4日   | SSラツィオ 1–0 ASローマ | 46' Muccinelli | スタディオ・オリンピコ      | セリエA                        |
| 1956–57                                                                              | 1956年10月14日 | SSラツィオ 0–3 ASローマ | 33' ダ・コスタ, 58' Pestrin, 68' ダ・コスタ                                                                                                 | スタディオ・オリンピコ      | セリエA                        |
| 1956–57                                                                              | 1957年3月3日   | ASローマ 2–2 SSラツィオ | 22' ヴィーヴォロ (ラ) (PK), 32' ダ・コスタ (ロ), 48' ダ・コスタ (ロ), 69' Selmosson (ラ)                                                    | スタディオ・オリンピコ      | セリエA                        |
| 1957–58                                                                              | 1957年10月27日 | ASローマ 3–0 SSラツィオ | 58' Lojodice, 61' ダ・コスタ, 76' Ghiggia                                                                                                   | スタディオ・オリンピコ      | セリエA                        |
| 1957–58                                                                              | 1958年3月16日  | SSラツィオ 2–1 ASローマ | 81' Selmosson (ラ), 83' Burini (ラ), 89' ダ・コスタ (ロ)                                                                                    | スタディオ・オリンピコ      | セリエA                        |
| 1957–58                                                                              | 1958年6月21日  | ASローマ 2–3 SSラツィオ | 27' トッツィ (ラ), 33' ダ・コスタ (ロ), 58' トッツィ (ラ), 61' Secchi (ロ), 75' ビサーリ (ラ)                                               | スタディオ・オリンピコ      | コッパ・イタリア               |
| 1957–58                                                                              | 1958年7月12日  | SSラツィオ 1–1 ASローマ | 27' トッツィ (ラ), 74' ダ・コスタ (ロ) | スタディオ・オリンピコ      | コッパ・イタリア               |
| 1958–59                                                                              | 1958年11月30日 | SSラツィオ 1–3 ASローマ | 9' Selmosson (ロ), 25' Pozzan (ラ), 52' ダ・コスタ (ロ), 65' ダ・コスタ (ロ)                                                                | スタディオ・オリンピコ      | セリエA                        |
| 1958–59                                                                              | 1959年4月12日  | ASローマ 3–0 SSラツィオ | 22' Lojodice, 81' Selmosson, 87' ダ・コスタ                                                                                                 | スタディオ・オリンピコ      | セリエA                        |
| 1959–60                                                                              | 1959年10月18日 | ASローマ 3–0 SSラツィオ | 2' マンフレディーニ, 42' マンフレディーニ, 86' Selmosson                                                                                    | スタディオ・オリンピコ      | セリエA                        |
| 1959–60                                                                              | 1960年3月6日   | SSラツィオ 0–1 ASローマ | 32' Janich (ラ) (aut.) | スタディオ・オリンピコ      | セリエA                        |
| 1960–61                                                                              | 1960年11月13日 | SSラツィオ 0–4 ASローマ | 22' マンフレディーニ, 25' マンフレディーニ, 37' マンフレディーニ, 83' Orlando                                                               | スタディオ・オリンピコ      | セリエA                        |
| 1960–61                                                                              | 1961年3月19日  | ASローマ 1–2 SSラツィオ | 17' ジュリアーノ (ロ), 22' Rozzoni (ラ), 24' Rozzoni (ラ)                                                                                   | スタディオ・オリンピコ      | セリエA                        |
| 1961–62                                                                              | 1962年4月25日  | ASローマ 0–0 SSラツィオ | (PK 6–4) | スタディオ・オリンピコ      | コッパ・イタリア               |
| 1962-63シーズンはローマがセリエA、ラツィオがセリエBのため対戦なし                    |                |                         | |                             |                                |
| 1963–64                                                                              | 1963年10月6日  | ASローマ 0–0 SSラツィオ | | スタディオ・オリンピコ      | セリエA                        |
| 1963–64                                                                              | 1964年2月23日  | SSラツィオ 1–1 ASローマ | 22' Rozzoni (ラ), 79' Carpanesi (ロ) | スタディオ・オリンピコ      | セリエA                        |
| 1964–65                                                                              | 1964年11月15日 | SSラツィオ 0–0 ASローマ | | スタディオ・オリンピコ      | セリエA                        |
| 1964–65                                                                              | 1965年3月28日  | ASローマ 0–0 SSラツィオ | | スタディオ・オリンピコ      | セリエA                        |
| 1965–66                                                                              | 1965年10月10日 | ASローマ 0–1 SSラツィオ | 39' D'Amato | スタディオ・オリンピコ      | セリエA                        |
| 1965–66                                                                              | 1966年2月27日  | SSラツィオ 0–0 ASローマ | | スタディオ・オリンピコ      | セリエA                        |
| 1966–67                                                                              | 1966年9月11日  | SSラツィオ 1–0 ASローマ | 57' Marchesi (PK) | スタディオ・オリンピコ      | Coppa dell'Amicizia            |
| 1966–67                                                                              | 1966年10月22日 | SSラツィオ 0–1 ASローマ | 16' エンツォ | スタディオ・オリンピコ      | セリエA                        |
| 1966–67                                                                              | 1967年3月5日   | ASローマ 0–0 SSラツィオ | | スタディオ・オリンピコ      | セリエA                        |
| 1967-68シーズンはローマがセリエA、ラツィオがセリエBのため対戦なし                    |                |                         | |                             |                                |
| 1968–69                                                                              | 1968年9月8日   | ASローマ 1–0 SSラツィオ | 61' フェラーリ | スタディオ・オリンピコ      | コッパ・イタリア               |
| 1969–70                                                                              | 1969年9月7日   | SSラツィオ 0–2 ASローマ | (0–1, 87' Peiró) 0–2 不戦勝 | スタディオ・オリンピコ      | コッパ・イタリア               |
| 1969–70                                                                              | 1969年10月26日 | ASローマ 2–1 SSラツィオ | 65' Spinosi (ロ), 74' Landini (ロ), 89' Massa (ラ)                                                                                          | スタディオ・オリンピコ      | セリエA                        |
| 1969–70                                                                              | 1970年3月1日   | SSラツィオ 1–1 ASローマ | 48' Fortunato (ラ), 57' カペッロ (ロ) (PK)                                                                                                  | スタディオ・オリンピコ      | セリエA                        |
| 1970–71                                                                              | 1970年9月6日   | ASローマ 2–0 SSラツィオ | 44' ウィルソン (ラ) (aut.), 68' R・ヴィエリ (ロ)                                                                                            | スタディオ・オリンピコ      | コッパ・イタリア               |
| 1970–71                                                                              | 1970年11月15日 | SSラツィオ 1–1 ASローマ | 69' Dolso (ラ), 84' ペトレッリ (ロ) | スタディオ・オリンピコ      | セリエA                        |
| 1970–71                                                                              | 1971年3月14日  | ASローマ 2–2 SSラツィオ | 30' サンタリーニ (ロ) (aut.), 40' ジゴーニ (ロ), 62' ジョルジョ・キナーリア (ラ) (PK), 74' サルヴォーリ (ロ)                                | スタディオ・オリンピコ      | セリエA                        |
| 1971–72                                                                              | 1971年8月29日  | SSラツィオ 1–0 ASローマ | 24' キナーリア | スタディオ・オリンピコ      | コッパ・イタリア               |
| 1972–73                                                                              | 1972年11月12日 | ASローマ 0–1 SSラツィオ | 35' ナンニ | スタディオ・オリンピコ      | セリエA                        |
| 1972–73                                                                              | 1973年3月11日  | SSラツィオ 2–0 ASローマ | 32' Garlaschelli (ラ), 38' サンタリーニ (ロ) (aut.)                                                                                         | スタディオ・オリンピコ      | セリエA                        |
| 1973–74                                                                              | 1973年9月9日   | ASローマ 0–0 SSラツィオ | | スタディオ・オリンピコ      | コッパ・イタリア               |
| 1973–74                                                                              | 1973年12月9日  | SSラツィオ 2–1 ASローマ | 34' Negrisolo (ロ), 48' フランゾーニ (ラ), 68' キナーリア (ラ)                                                                              | スタディオ・オリンピコ      | セリエA                        |
| 1973–74                                                                              | 1974年3月31日  | ASローマ 1–2 SSラツィオ | 6' プリチ (ラ) (aut.), 47' ダミーコ (ラ), 51' キナーリア (ラ) (PK)                                                                          | スタディオ・オリンピコ      | セリエA                        |
| 1974–75                                                                              | 1974年9月22日  | SSラツィオ 0–1 ASローマ | 61' プラティ | スタディオ・オリンピコ      | コッパ・イタリア               |
| 1974–75                                                                              | 1974年12月1日  | ASローマ 1–0 SSラツィオ | 35' デ・システィ | スタディオ・オリンピコ      | セリエA                        |
| 1974–75                                                                              | 1975年3月23日  | SSラツィオ 0–1 ASローマ | 74' プラティ | スタディオ・オリンピコ      | セリエA                        |
| 1975–76                                                                              | 1975年11月16日 | SSラツィオ 1–1 ASローマ | 55' デ・システィ (ロ), 78' キナーリア (ラ)                                                                                                  | スタディオ・オリンピコ      | セリエA                        |
| 1975–76                                                                              | 1976年3月14日  | ASローマ 0–0 SSラツィオ | | スタディオ・オリンピコ      | セリエA                        |
| 1976–77                                                                              | 1976年11月26日 | SSラツィオ 1–0 ASローマ | 40' ジョルダーノ | スタディオ・オリンピコ      | セリエA                        |
| 1976–77                                                                              | 1977年3月27日  | ASローマ 1–0 SSラツィオ | 13' コンティ | スタディオ・オリンピコ      | セリエA                        |
| 1977–78                                                                              | 1977年11月20日 | ASローマ 0–0 SSラツィオ | | スタディオ・オリンピコ      | セリエA                        |
| 1977–78                                                                              | 1978年3月19日  | SSラツィオ 1–1 ASローマ | 9' クレリッチ (ラ) (aut.), 55' ジョルダーノ (ラ) (PK)                                                                                       | スタディオ・オリンピコ      | セリエA                        |
| 1978–79                                                                              | 1978年11月12日 | SSラツィオ 0–0 ASローマ | | スタディオ・オリンピコ      | セリエA                        |
| 1978–79                                                                              | 1979年3月18日  | ASローマ 1–2 SSラツィオ | 20' F・コルドバ (ラ) (aut.), 58' デ・システィ (ロ) (aut.), 89' ニコリ (ラ)                                                                  | スタディオ・オリンピコ      | セリエA                        |
| 1979–80                                                                              | 1979年10月28日 | ASローマ 1–1 SSラツィオ | 5' ロッカ (ロ) (aut.), 16' プルッツォ (ロ)                                                                                                  | スタディオ・オリンピコ      | セリエA                        |
| 1979–80                                                                              | 1980年3月2日   | SSラツィオ 1–2 ASローマ | 60' プルッツォ (ロ), 74' ダミーコ (ラ), 85' ジョバネッリ (ロ)                                                                               | スタディオ・オリンピコ      | セリエA                        |
| 1980-81シーズンから1982-83シーズンはローマがセリエA、ラツィオがセリエBのため対戦なし |                |                         | |                             |                                |
| 1983–84                                                                              | 1983年10月23日 | SSラツィオ 0–2 ASローマ | 3' ネーラ, 63' プルッツォ | スタディオ・オリンピコ      | セリエA                        |
| 1983–84                                                                              | 1984年2月26日  | ASローマ 2–2 SSラツィオ | 8' ダミーコ (ラ), 24' ダミーコ (ラ) (PK), 40' バルトロメイ (ロ) (PK), 51' T・セレーゾ (ロ)                                                  | スタディオ・オリンピコ      | セリエA                        |
| 1984–85                                                                              | 1984年9月9日   | ASローマ 2–0 SSラツィオ | 66' イオリオ (PK), 75' ディ・カルロ | スタディオ・オリンピコ      | コッパ・イタリア               |
| 1984–85                                                                              | 1984年11月11日 | ASローマ 0–0 SSラツィオ | | スタディオ・オリンピコ      | セリエA                        |
| 1984–85                                                                              | 1985年3月24日  | SSラツィオ 1–1 ASローマ | 71' アントネッリ (ロ), 73' ジョルダーノ (ラ)                                                                                                | スタディオ・オリンピコ      | セリエA                        |
| 1985-86シーズンから1987-88シーズンはローマがセリエA、ラツィオがセリエBのため対戦なし |                |                         | |                             |                                |
| 1988–89                                                                              | 1989年1月15日  | SSラツィオ 1–0 ASローマ | 25' ディ・カーニオ | スタディオ・オリンピコ      | セリエA                        |
| 1988–89                                                                              | 1989年5月28日  | ASローマ 0–0 SSラツィオ | | スタディオ・オリンピコ      | セリエA                        |
| 1989–90                                                                              | 1989年11月19日 | ASローマ 1–1 SSラツィオ | 64' ベルトーニ (ラ), 83' ジャンニーニ (ロ)                                                                                                  | スタディオ・フラミニオ      | セリエA                        |
| 1989–90                                                                              | 1990年3月18日  | SSラツィオ 0–1 ASローマ | 30' フェラー | スタディオ・フラミニオ      | セリエA                        |
| 1990–91                                                                              | 1990年12月2日  | SSラツィオ 1–1 ASローマ | 45' フェラー (ロ) (PK), 55' ソサ (ラ) | スタディオ・オリンピコ      | セリエA                        |
| 1990–91                                                                              | 1991年4月6日   | ASローマ 1–1 SSラツィオ | 54' フェラー (ロ) (PK), 80' ソサ (ラ) | スタディオ・オリンピコ      | セリエA                        |
| 1991–92                                                                              | 1991年10月6日  | ASローマ 1–1 SSラツィオ | 65' リードレ (ラ), 81' リツィッティリ (ロ)                                                                                                  | スタディオ・オリンピコ      | セリエA                        |
| 1991–92                                                                              | 1992年3月1日   | SSラツィオ 1–1 ASローマ | 5' ソサ (ラ), 70' Häßler (ロ) | スタディオ・オリンピコ      | セリエA                        |
| 1992–93                                                                              | 1992年11月29日 | SSラツィオ 1–1 ASローマ | 49' ジャンニーニ (ロ), 88' ガスコイン (ラ)                                                                                                  | スタディオ・オリンピコ      | セリエA                        |
| 1992–93                                                                              | 1993年4月18日  | ASローマ 0–0 SSラツィオ | | スタディオ・オリンピコ      | セリエA                        |
| 1993–94                                                                              | 1993年8月18日  | ASローマ 0–1 SSラツィオ | 24' シニョーリ (PK) | スタディオ・オリンピコ      | トロフェオ・ディノ・ヴィオラ   |
| 1993–94                                                                              | 1993年10月24日 | ASローマ 1–1 SSラツィオ | 17' ピアチェンティーニ (ロ), 79' ディ・マウロ (ラ)                                                                                          | スタディオ・オリンピコ      | セリエA                        |
| 1993–94                                                                              | 1994年3月6日   | SSラツィオ 1–0 ASローマ | 7' シニョーリ | スタディオ・オリンピコ      | セリエA                        |
| 1993–94                                                                              | 1994年5月29日  | SSラツィオ 0–2 ASローマ | 2' カッピオーリ, 37' カッピオーリ | スタディオ・オリンピコ      | トロフェオ・ジョルジョ・カレリ |
| 1994–95                                                                              | 1994年11月27日 | SSラツィオ 0–3 ASローマ | 3' バルボ, 25' カッピオーリ, 51' フォンセカ                                                                                                 | スタディオ・オリンピコ      | セリエA                        |
| 1994–95                                                                              | 1995年4月23日  | ASローマ 0–2 SSラツィオ | 30' カジラギ, 70' シニョーリ (PK) | スタディオ・オリンピコ      | セリエA                        |
| 1995–96                                                                              | 1995年10月1日  | ASローマ 0–0 SSラツィオ | | スタディオ・オリンピコ      | セリエA                        |
| 1995–96                                                                              | 1996年2月18日  | SSラツィオ 1–0 ASローマ | 85' シニョーリ (PK) | スタディオ・オリンピコ      | セリエA                        |
| 1996–97                                                                              | 1996年12月8日  | SSラツィオ 0–0 ASローマ | | スタディオ・オリンピコ      | セリエA                        |
| 1996–97                                                                              | 1997年5月4日   | ASローマ 1–1 SSラツィオ | 35' バルボ (ロ), 91' プロッティ (ラ) | スタディオ・オリンピコ      | セリエA                        |
| 1997–98                                                                              | 1997年11月2日  | ASローマ 1–3 SSラツィオ | 47' R・マンチーニ (ラ), 57' カジラギ (ラ), 84' ネドベド (ラ), 91' デルヴェッキオ (ロ)                                                       | スタディオ・オリンピコ      | セリエA                        |
| 1997–98                                                                              | 1998年1月6日   | SSラツィオ 4–1 ASローマ | 2' ボクシッチ (ラ), 32' ユーゴヴィッチ (ラ) (PK), 39' バルボ (ロ) (PK), 75' R・マンチーニ (ラ), 80' フゼール (ラ)                           | スタディオ・オリンピコ      | コッパ・イタリア               |
| 1997–98                                                                              | 1998年1月21日  | ASローマ 1–2 SSラツィオ | 45' ユーゴヴィッチ (ラ) (PK), 54' パウロ・セルジオ (ロ), 94' ゴッタルディ (ラ)                                                              | スタディオ・オリンピコ      | コッパ・イタリア               |
| 1997–98                                                                              | 1998年3月8日   | SSラツィオ 2–0 ASローマ | 50' ボクシッチ, 62' ネドベド | スタディオ・オリンピコ      | セリエA                        |
| 1998–99                                                                              | 1998年11月29日 | SSラツィオ 3–3 ASローマ | 25' Delvecchio (ロ), 28' R・マンチーニ (ラ), 56' R・マンチーニ (ラ), 69' サラス (ラ) (PK), 78' ディ・フランチェスコ (ロ), 82' トッティ (ロ) | スタディオ・オリンピコ      | セリエA                        |
| 1998–99                                                                              | 1999年4月11日  | ASローマ 3–1 SSラツィオ | 13' ベルヴェッキオ (ロ), 43' ベルヴェッキオ (ロ), 79' ヴィエリ (ラ), 90' トッティ (ロ)                                                      | スタディオ・オリンピコ      | セリエA                        |
| 1999–00                                                                              | 1999年11月21日 | ASローマ 4–1 SSラツィオ | 7' ベルヴェッキオ (ロ), 11' モンテッラ (ロ), 26' ベルヴェッキオ (ロ), 31' モンテッラ (ロ), 52' ミハイロヴィチ (ラ) (PK)                     | スタディオ・オリンピコ      | セリエA                        |
| 1999–00                                                                              | 2000年3月25日  | SSラツィオ 2–1 ASローマ | 3' モンテッラ (ロ), 25' ネドベド (ラ), 28' ベロン (ラ)                                                                                      | スタディオ・オリンピコ      | セリエA                        |
| 2000–01                                                                              | 2000年12月17日 | SSラツィオ 0–1 ASローマ | 70' ネグロ (aut.) | スタディオ・オリンピコ      | セリエA                        |
| 2000–01                                                                              | 2001年4月29日  | ASローマ 2–2 SSラツィオ | 48' バティストゥータ (ロ), 54' デルヴェッシオ (ロ), 78' ネドベド (ラ), 95' カストロマン (ラ)                                                | スタディオ・オリンピコ      | セリエA                        |
| 2001–02                                                                              | 2001年10月27日 | ASローマ 2–0 SSラツィオ | 49' デルヴェッシオ, 90' トッティ | スタディオ・オリンピコ      | セリエA                        |
| 2001–02                                                                              | 2002年3月10日  | SSラツィオ 1–5 ASローマ | 13' モンテッラ (ロ), 30' モンテッラ (ロ), 37' モンテッラ (ロ), 53' スタンコヴィッチ (ラ), 64' モンテッラ (ロ), 72' トッティ (ロ)            | スタディオ・オリンピコ      | セリエA                        |
| 2002–03                                                                              | 2002年10月27日 | SSラツィオ 2–2 ASローマ | 51' フィオーレ (ラ), 57' デルヴェッシオ (ロ), 66' バティストゥータ (ロ), 75' スタンコヴィッチ (ラ)                                          | スタディオ・オリンピコ      | セリエA                        |
| 2002–03                                                                              | 2003年2月5日   | SSラツィオ 1–2 ASローマ | 12' カッサーノ (ロ), 49' エメルソン (ロ), 76' フィオーレ (ラ)                                                                               | スタディオ・オリンピコ      | コッパ・イタリア               |
| 2002–03                                                                              | 2003年3月8日   | ASローマ 1–1 SSラツィオ | 8' スタンコヴィッチ (ラ), 89' カッサーノ (ロ)                                                                                               | スタディオ・オリンピコ      | セリエA                        |
| 2002–03                                                                              | 2003年4月16日  | ASローマ 1–0 SSラツィオ | 56' モンテッラ | スタディオ・オリンピコ      | コッパ・イタリア               |
| 2003–04                                                                              | 2003年11月9日  | ASローマ 2–0 SSラツィオ | 81' マンシーニ, 86' エメルソン | スタディオ・オリンピコ      | セリエA                        |
| 2003–04                                                                              | 2004年4月21日  | SSラツィオ 1–1 ASローマ | 40' コッラーディ (ラ), 61' トッティ (ロ) (PK)                                                                                               | スタディオ・オリンピコ      | セリエA                        |
| 2004–05                                                                              | 2005年1月6日   | SSラツィオ 3–1 ASローマ | 29' ディ・カーニオ (ラ), 68' カッサーノ (ロ), 74' セーザル (ラ), 85' ロッキ (ラ)                                                            | スタディオ・オリンピコ      | セリエA                        |
| 2004–05                                                                              | 2005年5月15日  | ASローマ 0–0 SSラツィオ | | スタディオ・オリンピコ      | セリエA                        |
| 2005–06                                                                              | 2005年10月23日 | ASローマ 1–1 SSラツィオ | 40' トッティ (ロ), 57' ロッキ (ラ) | スタディオ・オリンピコ      | セリエA                        |
| 2005–06                                                                              | 2006年2月26日  | SSラツィオ 0–2 ASローマ | 31' タッデイ, 63' アクイラーニ | スタディオ・オリンピコ      | セリエA                        |
| 2006–07                                                                              | 2006年12月10日 | SSラツィオ 3–0 ASローマ | 44' レデスマ, 52' オッド (PK), 73' ムタレッリ                                                                                               | スタディオ・オリンピコ      | セリエA                        |
| 2006–07                                                                              | 2007年4月29日  | ASローマ 0–0 SSラツィオ | | スタディオ・オリンピコ      | セリエA                        |
| 2007–08                                                                              | 2007年10月31日 | ASローマ 3–2 SSラツィオ | 12' ロッキ (ラ), 19' ヴチニッチ (ロ), 42' マンシーニ (ロ), 57' ペロッタ (ロ), 69' レデスマ (ラ)                                             | スタディオ・オリンピコ      | セリエA                        |
| 2007–08                                                                              | 2008年3月19日  | SSラツィオ 3–2 ASローマ | 31' タッデイ (ロ), 44' パンデフ (ラ), 57' ロッキ (ラ) (PK), 62' ペロッタ (ロ), 92' ベーラミ (ラ)                                            | スタディオ・オリンピコ      | セリエA                        |
| 2008–09                                                                              | 2008年11月16日 | ASローマ 1–0 SSラツィオ | 50' バチスタ | スタディオ・オリンピコ      | セリエA                        |
| 2008–09                                                                              | 2009年4月11日  | SSラツィオ 4–2 ASローマ | 2' パンデフ (ラ), 3' サラテ (ラ), 9' メクセス (ロ), 58' リヒトシュタイナー (ラ), 81' デ・ロッシ (ロ), 84' コラロヴ (ラ)                     | スタディオ・オリンピコ      | セリエA                        |
| 2009–10                                                                              | 2009年12月6日  | ASローマ 1–0 SSラツィオ | 79' カッセッティ | スタディオ・オリンピコ      | セリエA                        |
| 2009–10                                                                              | 2010年4月18日  | SSラツィオ 1–2 ASローマ | 15' ロッキ (ラ), 54' ヴチニッチ (ロ) (PK), 64' ヴチニッチ (ロ)                                                                              | スタディオ・オリンピコ      | セリエA                        |
| 2010–11                                                                              | 2010年11月7日  | SSラツィオ 0–2 ASローマ | 52' ボリエッロ (PK), 85' ヴチニッチ (PK) | スタディオ・オリンピコ      | セリエA                        |
| 2010–11                                                                              | 2011年1月19日  | ASローマ 2–1 SSラツィオ | 52' ボリエッロ (ロ) (PK), 57' エルナネス (ラ) (PK), 76' シンプリシオ (ロ)                                                                   | スタディオ・オリンピコ      | コッパ・イタリア               |
| 2010–11                                                                              | 2011年3月13日  | ASローマ 2–0 SSラツィオ | 70' トッティ, 90' トッティ (PK) | スタディオ・オリンピコ      | セリエA                        |
| 2011–12                                                                              | 2011年10月16日 | SSラツィオ 2–1 ASローマ | 5' オスヴァルド (ロ), 51' エルナネス (ラ) (PK), 93' クローゼ (ラ)                                                                           | スタディオ・オリンピコ      | セリエA                        |
| 2011–12                                                                              | 2012年3月4日   | ASローマ 1–2 SSラツィオ | 10' エルナネス (ラ) (PK), 16' ボリーニ (ロ), 62' マウリ（ラ）                                                                               | スタディオ・オリンピコ      | セリエA                        |
| 2012–13                                                                              | 2012年11月11日 | SSラツィオ 3-2 ASローマ | 9' ラメラ (ロ), 35' カンドレーヴァ (ラ), 43' クローゼ (ラ), 46' マウリ (ラ), 86' ピャニッチ (ロ)                                            | スタディオ・オリンピコ      | セリエA                        |
| 2012–13                                                                              | 2013年4月8日   | ASローマ 1–1 SSラツィオ | 16' エルナネス (ラ), 57' トッティ (ロ) | スタディオ・オリンピコ      | セリエA                        |
| 2012–13                                                                              | 2013年5月26日  | ASローマ 0–1 SSラツィオ | 71' ルリッチ | スタディオ・オリンピコ      | コッパ・イタリア               |
| 2013–14                                                                              | 2013年9月22日  | ASローマ 2–0 SSラツィオ | '63 バルザレッティ, '90+4 リャイッチ | スタディオ・オリンピコ      | セリエA                        |
| 2013–14                                                                              | 2014年2月9日   | SSラツィオ 0–0 ASローマ | | スタディオ・オリンピコ      | セリエA                        |
| 2014–15                                                                              | 2015年1月11日  | ASローマ 2–2 SSラツィオ | '25 マウリ (ラ), '29 フェリペ・アンデルソン (ラ)，'48 トッティ (ロ)，'64 トッティ (ロ)                                                      | スタディオ・オリンピコ      | セリエA                        |
| 2014–15                                                                              | 2015年5月25日  | SSラツィオ 1–2 ASローマ | '73 イトゥルベ (ロ)，'82 ジョルジェヴィッチ (ラ)， '85 ヤンガ＝ムビワ (ロ)                                                                  | スタディオ・オリンピコ      | セリエA                        |
| 2015–16                                                                              | 2015年11月8日  | ASローマ 2–0 SSラツィオ | '10 ジェコ, '63 ジェルヴィーニョ | スタディオ・オリンピコ      | セリエA                        |
| 2015–16                                                                              | 2016年4月3日   | SSラツィオ 1–4 ASローマ | '16 エル・シャーラウィ (ロ)，'65 ジェコ (ロ)，'76 パローロ (ラ)，'83 フロレンツィ (ロ)，'87 ペロッティ (ロ)                                 | スタディオ・オリンピコ      | セリエA                        |
| 2016–17                                                                              | 2016年12月4日  | SSラツィオ 0-2 ASローマ | '64 ストロートマン, '77 ナインゴラン | スタディオ・オリンピコ      | セリエA                        |
| 2016–17                                                                              | 2017年3月1日   | SSラツィオ 2–0 ASローマ | '30 ミリンコヴィッチ＝サヴィッチ，'78 インモービレ                                                                                          | スタディオ・オリンピコ      | コッパ・イタリア               |
| 2016–17                                                                              | 2017年4月4日   | ASローマ 3-2 SSラツィオ | '37 ミリンコヴィッチ＝サヴィッチ (ラ)，'43 エル・シャーラウィ (ロ)，'56 インモービレ (ラ)，'66 サラー (ロ)，'90 サラー (ロ)                 | スタディオ・オリンピコ      | コッパ・イタリア               |
| 2016–17                                                                              | 2017年4月30日  | ASローマ 1-3 SSラツィオ | '12 ケイタ・バルデ (ラ)，'45 デ・ロッシ (ロ)，'50 バスタ (ラ)，，'90 ケイタ・バルデ (ラ)                                                    | スタディオ・オリンピコ      | セリエA                        |
| 2017–18                                                                              | 2017年11月18日 | ASローマ 2–1 SSラツィオ | '49 ペロッティ (ロ), '53 ナインゴラン (ロ)，'72 インモービレ (ラ)                                                                           | スタディオ・オリンピコ      | セリエA                        |
| 2017–18                                                                              | 2018年4月15日  | SSラツィオ 0–0 ASローマ | | スタディオ・オリンピコ      | セリエA                        |
| 2018–19                                                                              | 2018年9月29日  | ASローマ 3–1 SSラツィオ | '45 Lo.ペッレグリーニ (ロ), '67 インモービレ (ラ), '71 コラロヴ (ロ), '86 ファシオ (ロ)                                                     | スタディオ・オリンピコ      | セリエA                        |
| 2018–19                                                                              | 2019年3月2日   | SSラツィオ 3–0 ASローマ | '12 カイセド, '73 インモービレ, '89 カタルディ                                                                                              | スタディオ・オリンピコ      | セリエA                        |
| 2019-20                                                                              | 2019年9月1日   | SSラツィオ 1-1 ASローマ | |                             |                                |
| 2019-20                                                                              | 2020年1月26日  | ASローマ 1-1 SSラツィオ | |                             |                                |
| 2020-21                                                                              | 2021年1月15日  |                         | |                             |                                |
| 2020-21                                                                              | 2021年5月15日  |                         | |                             |                                |
| 2021-22                                                                              | 2021年9月26日  |                         | |                             |                                |
| 2021-22                                                                              | 2022年3月20日  |                         | |                             |                                |
| 2022-23                                                                              |                |                         | |                             |                                |
|                                                                                      |                |                         | |                             |                                |
| 2023-24                                                                              |                |                         | |                             |                                |
|                                                                                      |                |                         | |                             |                                |
|                                                                                      |                |                         | |                             |                                |
| 2024-25                                                                              |                |                         | |                             |                                |
|                                                                                      |                |                         | |                             |                                |

2018年9月29日現在

### 得点者
太字は、現在両クラブのいずれかに所属している選手。
| 順位 | 通算 | 国内 リーグ | 国内 カップ | 選手                                   | クラブ               |
| ---- | ---- | ----------- | ----------- | -------------------------------------- | -------------------- |
| 1位  | 11   | 11          | 0           | フランチェスコ・トッティ               | ASローマ             |
| 1位  | 11   | 9           | 2           | ディノ・ダ・コスタ                     | ASローマ             |
| 3位  | 9    | 9           | 0           | マルコ・デルヴェッキオ                 | ASローマ             |
| 4位  | 8    | 7           | 1           | ヴィンチェンツォ・モンテッラ           | ASローマ             |
| 5位  | 7    | 7           | 0           | ロドルフォ・ボルク                     | ASローマ             |
| 5位  | 7    | 6           | 1           | シルヴィオ・ピオラ                     | SSラツィオ           |
| 7位  | 5    | 5           | 0           | アレシャンドレ・デ・マリア             | SSラツィオ           |
| 7位  | 5    | 5           | 0           | トンマーゾ・ロッキ                     | SSラツィオ           |
| 7位  | 5    | 5           | 0           | アメディオ・アマディ                   | ASローマ             |
| 7位  | 5    | 5           | 0           | ペドロ・ワルデマール・マンフレディーニ | ASローマ             |
| 7位  | 5    | 5           | 0           | アルネ・セルモソン                     | SSラツィオ, ASローマ |
| 7位  | 5    | 4           | 1           | ジョルジョ・キナーリャ                 | SSラツィオ           |

### 選手
- ASローマのフランチェスコ・トッティは史上最多の28試合に出場している。SSラツィオの最多出場者はアルド・プルチネッリとジュゼッペ・ウィルソンで19試合に出場している。
- ASローマのディノ・ダ・コスタとフランチェスコ・トッティは史上最多の11得点を挙げている。SSラツィオの最多得点者はシルヴィオ・ピオラで7得点を挙げている。
- 単独試合での最多得点者はヴィンチェンツォ・モンテッラであり、2002年3月11日の対戦で4得点を挙げている。
- 両クラブでダービーに出場し得点した選手はアルネ・セルモソンとアレクサンダル・コラロヴがいる[15]。